# Municipio de Bluff
El municipio de Bluff (en inglés: Bluff Township) es un municipio ubicado en el condado de Sumner en el estado estadounidense de Kansas. En el año 2010 tenía una población de 48 habitantes y una densidad poblacional de 0,35 personas por km².

## Geografía
El municipio de Bluff se encuentra ubicado en las coordenadas 37°3′43″N 97°44′52″O / 37.06194, -97.74778. Según la Oficina del Censo de los Estados Unidos, el municipio tiene una superficie total de 136.33 km², de la cual 136,33 km² corresponden a tierra firme y (0 %) 0 km² es agua.

## Demografía
Según el censo de 2010, había 48 personas residiendo en el municipio de Bluff. La densidad de población era de 0,35 hab./km². De los 48 habitantes, el municipio de Bluff estaba compuesto por el 95,83 % blancos, el 4,17 % eran de otras razas. Del total de la población el 4,17 % eran hispanos o latinos de cualquier raza.